# قرار موقت
قرار موقت (به لاتین: Modus vivendi) نشان‌دهندهٔ توافق بین دول و طرفینی است که عقیده‌شان با هم متفاوت است به نحوی که خود طرفین بر اختلاف‌نظر توافق دارند. Modus به معنی حالت و روش و vivendi به معنای زندگی است. جمع این دو واژه به معنای روش زندگی کردن است یا به طور ضمنی دلالت دارد بر توافق و اجازهٔ طرفین اختلاف به این‌که زندگی ادامه پیدا کند. برای مثال زمانی‌که طرفین علی‌رغم ناسازگاری‌های سیاسی، تاریخی، فرهنگی در خصوص یک منطقهٔ حاکمیتی مناقشه و اختلاف دارند و به قرار موقت متوسل می‌شوند، در واقع به خاطر نگرانی از حدوث امر نامطلوب و محتمل‌الوقوع یک توافقی در رابطه با اختلافشان ایجاد می‌شود.

در حقوق بین‌الملل و روابط بین‌الملل این سند معمولاً برای تعهدات موقت به کار می‌رود و بیان‌گر ارادهٔ طرفین در ایجاد توافقنامه‌های غیر رسمی و موقتی خصوصاً در امور سیاسی است. هم‌چنین از این سند برای تعهداتی که زمینهٔ صلح و آشتی طرفین را فراهم می‌سازد، استفاده می‌شود. از آن‌جا که قرار موقت در اغلب موارد غیر رسمی است، نیاز به تصویب قوهٔ مقننه ندارد.